# Zeleni vrh
Il monte Zeleni vrh con 1.982 m s.l.m. è una cima della Catena Nero-Tolminski Kuk-Rodica.